# Crisi degli U-2
La crisi degli U-2 del 1960 si verificò quando il 1º maggio di quell'anno un aereo-spia U-2 appartenente alla CIA fu abbattuto nei cieli dell'Unione Sovietica. Il pilota Francis Gary Powers sopravvisse all'abbattimento e fu catturato dai sovietici, che lo sottoposero a un processo. Fu condannato a tre anni di prigione e sette di lavori forzati, venendo poi liberato il 10 febbraio 1962 in cambio della spia sovietica Rudoľf Abeľ.
Inizialmente gli Stati Uniti negarono che il velivolo stesse conducendo una missione di spionaggio. Tuttavia, quando fu rivelato che il pilota era vivo, furono costretti ad ammetterlo. L'incidente peggiorò i rapporti est-ovest durante la guerra fredda e fu motivo di imbarazzo per gli Stati Uniti.

## Contesto
Il Lockheed U-2 era un aereo espressamente commissionato dalla CIA alla Lockheed per poter spiare dal cielo l'Unione Sovietica. Questo poiché nei primi anni '50 le attività di spionaggio dietro la cortina di ferro si erano rivelate particolarmente inefficaci e sembrava che l'unico modo per saperne di più sulle attività dei sovietici fosse quello di spiarli dal cielo. Si decise quindi che questo aereo spia avrebbe dovuto volare più in alto di qualsiasi altro dell'epoca. In questo modo, in caso di individuazione da parte dei radar nemici, si sarebbe scongiurato qualsiasi tentativo d'intercettazione, sia da parte di caccia sia di missili anti-aerei. L'U-2 fu sviluppato presso l'Area 51 in Nevada.
Un altro motivo per cui si decise di sviluppare un aereo spia ad alta quota lo si può trovare nel fatto che in quegli anni il comandante in capo dello Strategic Air Command (SAC), generale dell'USAF Curtis LeMay, organizzava regolarmente missioni di addestramento e spionaggio particolarmente aggressive e provocatorie nei confronti dell'URSS. I suoi bombardieri strategici infatti sorvolavano, e spesso violavano deliberatamente, i confini dello spazio aereo sovietico per intimidire il nemico e raccogliere informazioni su come funzionavano i suoi radar. Era evidente come queste missioni fossero altamente rischiose, dato che sarebbe bastato poco per scatenare un conflitto, tanto che il 24 giugno 1956, durante l'air show di Mosca, Chruščёv disse al generale statunitense Nathan Twining:
Per questo l'U-2 avrebbe dovuto volare più alto di qualsiasi altro aereo, per essere un veicolo di spionaggio più discreto e di più difficile individuazione.

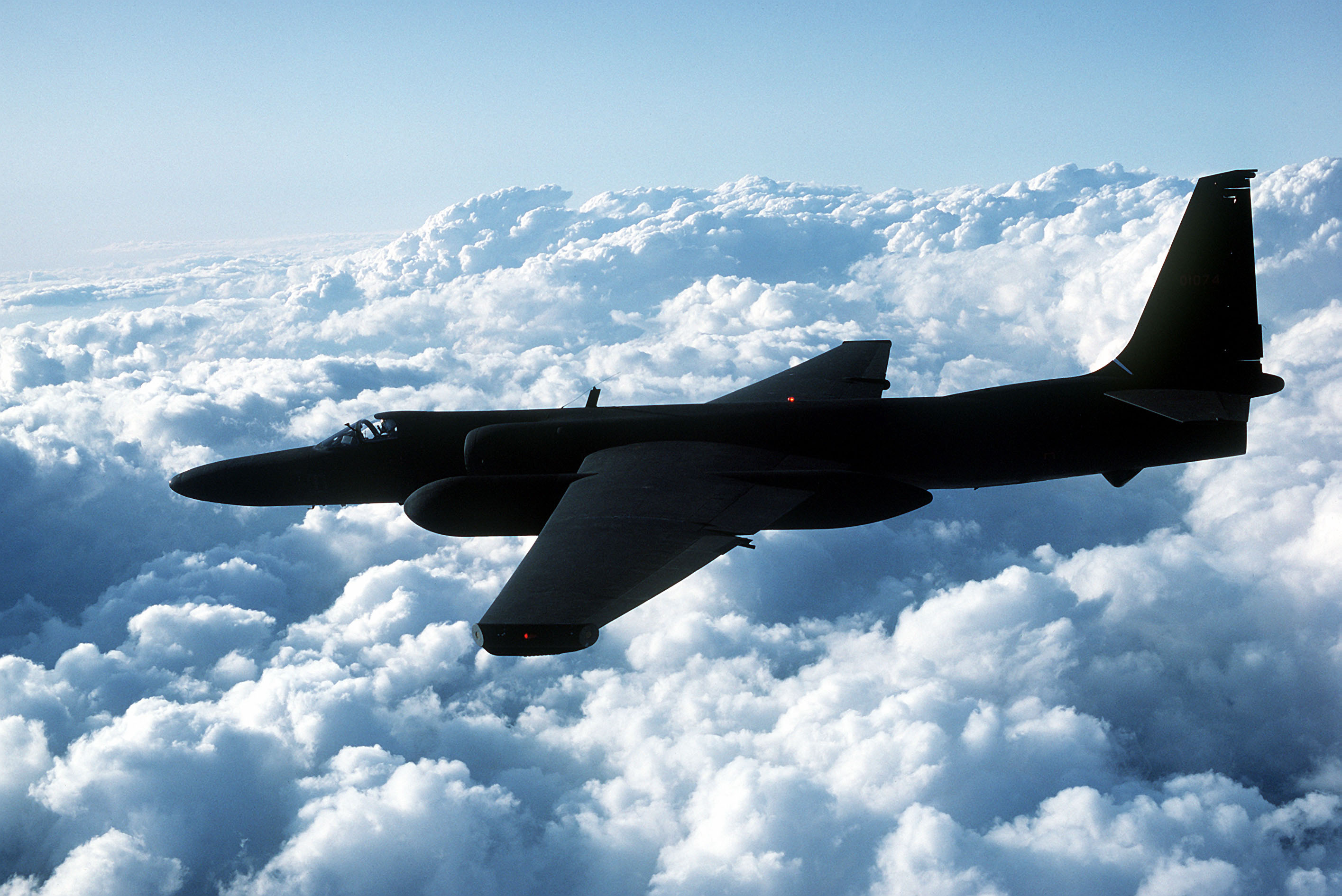
Il Lockheed U-2

L'U-2 fu quindi progettato in funzione del fatto che avrebbe dovuto raggiungere i 20 000 metri di quota in condizioni operative. Ne risultò un aereo molto simile a un aliante, leggerissimo e con una notevole apertura alare per compensare la rarefazione dell'atmosfera ad alta quota. Di contro, la velocità di crociera era relativamente bassa ma si faceva affidamento sul fatto che a quelle quote non ci sarebbe stato bisogno di sfuggire ad alcun caccia nemico. L'U-2 veniva pilotato esclusivamente da piloti della CIA in quanto il programma era gestito autonomamente dall'Agenzia e le singole missioni avevano luogo solo dopo l'approvazione del Presidente in persona. Solo in seguito l'USAF si dotò di un programma analogo, coinvolgendo i propri piloti e commissionando alla Lockheed un U-2 con specifiche diverse da quello della CIA ribattezzato Dragon Lady. Il primo volo operativo, dopo due anni di test, ebbe luogo il 4 luglio 1956, condotto dal pilota Harvey Stockman.
Subito la CIA si rese conto di quanto l'U-2 fosse un mezzo efficacissimo, ma potenzialmente pericoloso per i rapporti USA-URSS. Infatti, mentre la qualità delle informazioni raccolte era superlativa, dalle immagini scattate si poteva notare che più caccia si erano alzati in volo nel vano tentativo di intercettare l'aereo di Stockman. Ci si rese quindi subito conto che, nonostante le assicurazioni della CIA al Presidente, che era stato dubbioso sin dall'inizio, la tecnologia radar sovietica fosse più avanzata di quanto si credesse e che di conseguenza i voli degli U-2 non sarebbero mai stati un segreto per i sovietici, ma l'alta quota operativa li avrebbe tenuti al sicuro, almeno per il momento.
I voli successivi, effettuati tutti da basi europee, confermarono i timori di chi pensava che l'U-2 rappresentasse un grosso rischio per i rapporti con l'Unione Sovietica. Che i sovietici potessero individuarne uno durante il volo era ormai un dato di fatto e la bassa velocità di crociera faceva sì che ogni batteria missilistica avrebbe avuto sotto tiro l'U-2 per diversi minuti. Quindi, se i sovietici avessero sviluppato un missile terra-aria abbastanza potente da raggiungere un bersaglio a 20 000 metri di quota, gli aerei spia avrebbero rappresentato un facile bersaglio e un incidente internazionale sarebbe stato inevitabile. Infatti le leggi internazionali stabiliscono la completa sovranità di una nazione sul proprio spazio aereo, quindi i sovietici avrebbero avuto tutto il diritto di abbattere un U-2 che deliberatamente violava tali leggi con l'approvazione del Presidente in persona.
Questo fece sì che il presidente Dwight Eisenhower, conscio del pericolo, riducesse drasticamente i voli degli U-2, spinto anche dal fatto che, in un momento in cui i rapporti tra USA e URSS sembravano trovarsi in una fase distensiva, questi rappresentavano sicuramente uno smacco per Chruščёv, che vedeva tradita la sua fiducia nei confronti del presidente statunitense. Il 4 luglio 1956, infatti, il segretario del PCUS era stato invitato a festeggiare l'indipendenza americana presso l'ambasciata statunitense di Mosca. Poche ore dopo venne però raggiunto dalla notizia del primo volo dell'U-2, che nessun caccia era stato in grado di raggiungere e che volava al di fuori della portata dei SAM sovietici. Chruščёv si sentì umiliato perché sembrava che gli Stati Uniti si stessero facendo gioco della loro impotenza militare. Naturalmente Chruščёv decise di mantenere il silenzio per evitare che l'apparato militare sovietico apparisse debole agli occhi del mondo o che si potesse mettere in imbarazzo Eisenhower in una fase distensiva della guerra fredda. I voli degli U-2 logorarono quindi un rapporto già fragilissimo tra le due potenze ed era inevitabile immaginare che Chruščёv avrebbe ordinato di abbatterli con ogni mezzo a disposizione appena se ne fosse presentata l'occasione. Nonostante ciò i voli proseguirono con regolarità fino al 1960.

### Precauzioni

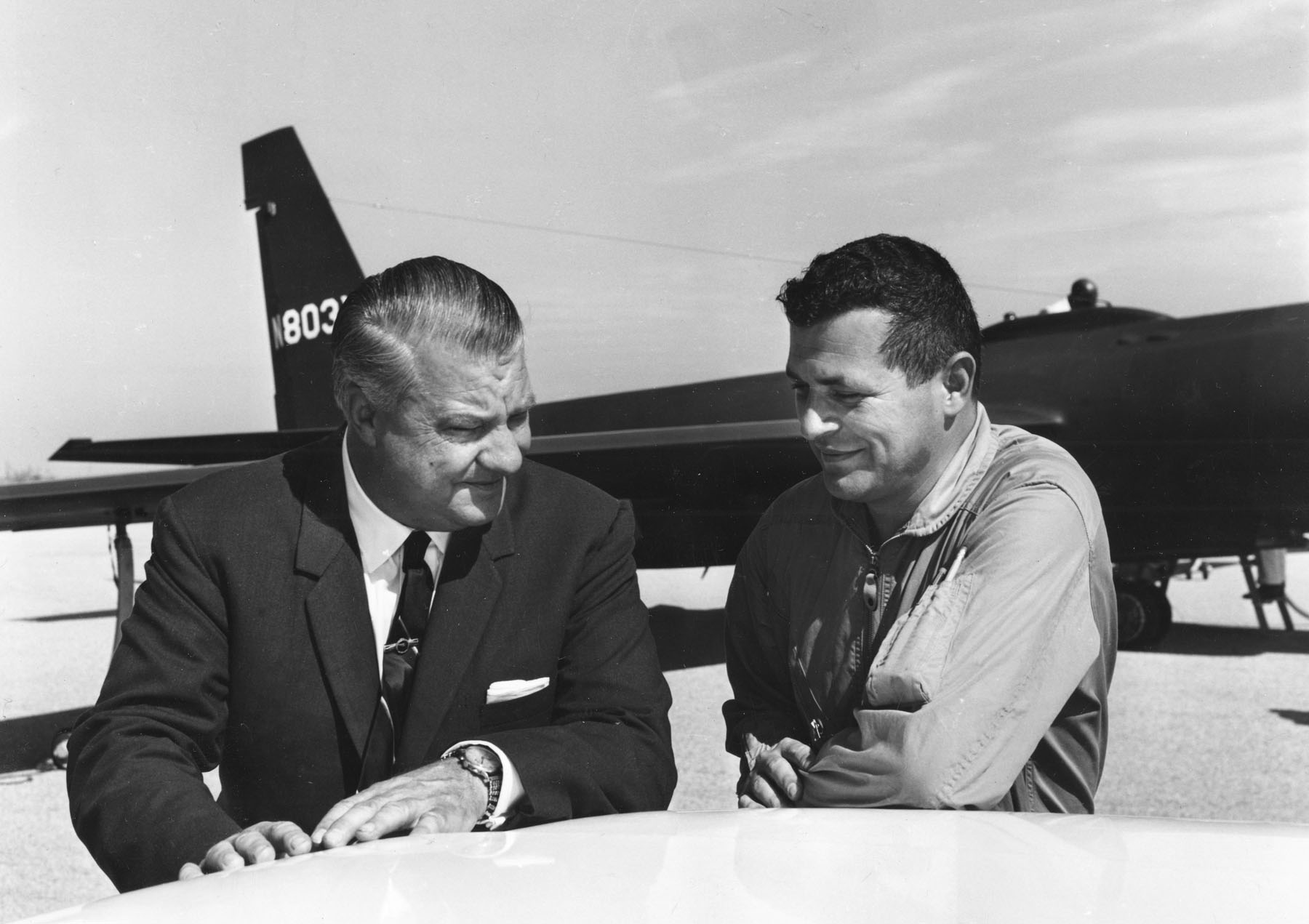
Kelly Johnson, progettista dell'U-2, e Francis Gary Powers

Che si potesse verificare nei cieli dell'URSS un incidente che coinvolgeva un aereo spia sembrava ormai solo una questione di mesi. Per questo si provò a rendere l'U-2 invisibile ai radar tramite l'utilizzo di una particolare vernice radar assorbente ma il progetto fu ben presto abbandonato. Infatti questa particolare vernice comportava un notevole aggravio di peso che riduceva la quota operativa e sull'unico esemplare su cui fu applicata provocò il surriscaldamento della fusoliera con conseguente perdita del velivolo.
Per evitare inoltre che un U-2 potesse cadere nelle mani sbagliate in caso d'incidente, ogni esemplare era dotato di un meccanismo di auto-distruzione che il pilota avrebbe dovuto attivare prima di lanciarsi dal velivolo. Il meccanismo serviva a distruggere principalmente gli apparati fotografici ed era stato concepito per evitare un azionamento accidentale attraverso una procedura in due passi: si doveva prima "armare" il dispositivo e poi attivarlo attraverso due interruttori diversi. Una volta attivato il dispositivo si avevano all'incirca 60 secondi di tempo prima dell'esplosione. I piloti stessi, a loro discrezione, potevano dotarsi di un dollaro d'argento all'interno del quale era contenuto uno spillo avvelenato per suicidarsi in caso di cattura.

## Francis G. Powers
Nativo del Kentucky, Francis Gary Powers si era arruolato nell'USAF nel 1950, entrando con il grado di tenente. Dopo l'addestramento fu assegnato al 508th Strategic Fighter Wing presso la Turner Air Force Base, Georgia, come pilota di F-84 Thunderjet. Lasciò l'aeronautica nel 1956 con il grado di capitano dopo esser stato arruolato dalla CIA per il programma U-2. Per reclutare nuovi piloti l'Agenzia si rivolgeva infatti prevalentemente agli ufficiali piloti dell'aeronautica. Prima del suo abbattimento, Powers aveva condotto ben 27 missioni a bordo dell'U-2, sia sui cieli dell'Unione Sovietica sia su quelli della Cina.

## La missione

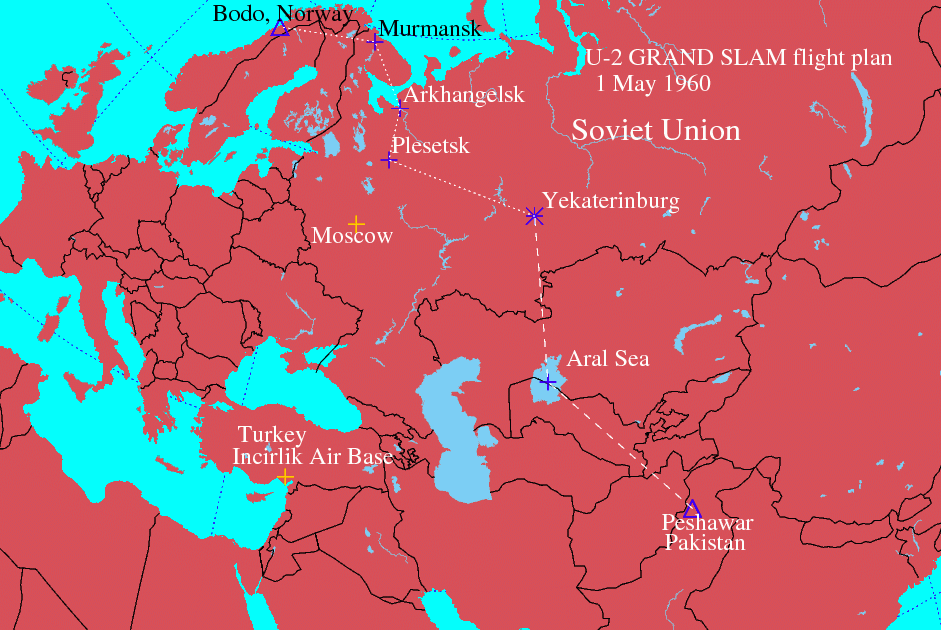
Piano di volo della missione

Francis G. Powers, uno dei piloti di U-2 più esperti, fu selezionato per effettuare una missione inedita. Si trattava infatti di sorvolare l'Unione Sovietica da Sud a Nord partendo dalla base di Peshawar, Pakistan, per poi atterrare a Bodø, Norvegia, per un totale di 7 000 km di cui 5 300 in territorio nemico. Nessuno aveva mai provato un volo simile. Gli obiettivi da sorvolare erano molteplici:
- sito nucleare di Mayak
- cosmodromo di Bajkonur
- siti di sviluppo e di lancio degli ICBM nella zona di Sverdlovsk e Pleseck
- cantieri navali di Severodvinsk
- base navale di Murmansk

La base di Peshawar era provvisoria e quindi bisognava trasferire uomini e mezzi da Incirilik che era una delle basi permanenti degli U-2 in territorio di un paese NATO. Il volo era previsto per il 29 aprile 1960, per questo il 28 Glen Dunaway trasferì l'U-2C con denominazione Article 358, che aveva lo stato di servizio migliore, da Incirilik a Peshawar, mentre Powers, il pilota di riserva Bob Ericson, il personale di terra e il carburante furono trasferiti con due voli successivi. Tuttavia il 29 aprile la missione fu annullata a causa delle cattive condizioni atmosferiche sugli obiettivi e rinviata di un giorno. Per questo Ericson riportò Article 358 a Incirilik e John Shinn trasferì a Peshawar Article 360, che però aveva una pessima reputazione tra i piloti. Anche il 30 aprile la missione venne rinviata a causa delle condizioni meteorologiche al giorno successivo, 1º maggio.
Il mattino del 1º maggio il tempo sugli obiettivi sembrava migliorato, ma era necessario attendere sempre l'ultimo momento in caso le condizioni meteo avessero costretto a cambiare i piani di volo all'improvviso. L'OK venne dato alle 5:20, ora locale, ma l'autorizzazione presidenziale arrivò solo un'ora dopo con venti minuti di ritardo sul previsto. Dopo il decollo Powers annotò sul diario di bordo:
Una volta raggiunta la quota operativa era necessario attendere l'autorizzazione a procedere definitiva che puntualmente giunse con un clic alla radio di Powers. Tre clic al contrario avrebbero significato "missione annullata". Tuttavia il meteo sembrava essere peggiore del previsto, infatti banchi di nubi sull'Hindu Kush avevano reso difficoltosa la navigazione, peggiorata dal fatto che le carte stellari per la navigazione erano state approntate per un decollo alle 6:00 ora locale mentre lui era decollato alle 6:26.

## Abbattimento
Tutte le basi di caccia e di batterie anti aeree sovietiche erano naturalmente in costante allerta. Appena l'U-2 di Powers fu individuato dai radar, alle 05:36 ora di Mosca, il ministro della difesa Rodion Malinovski contattò Chruščёv che diede ordine di abbatterlo in quanto non avrebbe potuto tollerare un simile affronto proprio il giorno della festa nazionale sovietica. Furono fatti decollare tutti i caccia disponibili, che però non avevano nessuna possibilità di raggiungere l'U-2, bisognava quindi aspettare che giungesse a tiro di una batteria di SAM. Powers si accorse immediatamente di essere stato individuato. Vide infatti diversi velivoli seguirlo a quote più basse, ma si sentiva sicuro grazie all'altitudine. Nelle sue memorie scrisse:
Nei pressi di Sverdlovsk (attuale Ekaterinburg), Powers arrivò a tiro di una batteria missilistica, che ricevette l'ordine ufficiale di distruggere il bersaglio. Fu lanciata una salva di 14 missili S-75 uno dei quali riuscì a raggiungere l'U-2 di Powers. Fu anche abbattuto per errore il MiG-19 del pilota Sergei Safronov in quanto i transponder IFF ancora non erano stati aggiornati con i nuovi codici del mese di maggio. Powers era totalmente ignaro di quello che stava per succedere, era infatti intento a scrivere delle annotazioni di routine sul diario di bordo, quando sentì un tonfo sordo seguito da un lampo arancione che lo mandò a sbattere contro le pareti dell'abitacolo. Un missile aveva infatti raggiunto l'U-2 esplodendo nelle vicinanze, più tardi Powers riferì che l'esplosione avvenne alle spalle dell'aereo spostata sulla destra.
Secondo quanto affermato da Powers, l'esplosione della testata bellica del missile, provocò il distacco della coda dell'aereo e conseguente una caduta a vite con il muso rivolto verso l'alto. Le forti sollecitazioni provocarono poi la rottura delle ali, che si staccarono di netto dalla fusoliera. Nel frattempo la tuta pressurizzata si era gonfiata per proteggerlo dalle condizioni estreme, inoltre Powers non poteva utilizzare il seggiolino eiettabile, altrimenti si sarebbe amputato le gambe al di sopra del ginocchio perché gli scossoni lo avevano fatto scivolare in avanti sotto il quadro comandi. Inoltre, durante la caduta del velivolo, era sottoposto a violente accelerazioni laterali al limite della sopportazione. Decise quindi di uscire dall'abitacolo da solo: sganciò la calotta dell'abitacolo e lasciò che la forza centrifuga lo lanciasse all'esterno. Nel far questo non riuscì però ad attivare il meccanismo di autodistruzione del velivolo. Dopo aver toccato terra, Powers fu arrestato da un gruppo di militari e trasferito da Sverdlovsk al carcere della Lubjanka a Mosca.
Nel frattempo gli americani sapevano che stava succedendo qualcosa. Infatti le postazioni di ascolto della NSA in Turchia captarono le conversazioni degli operatori radar sovietici in contatto con i caccia per stabilire con precisione la posizione di Powers. Pochi istanti dopo sentirono gli stessi operatori dire che l'U-2 era scomparso dai loro schermi.

### Missile S-75

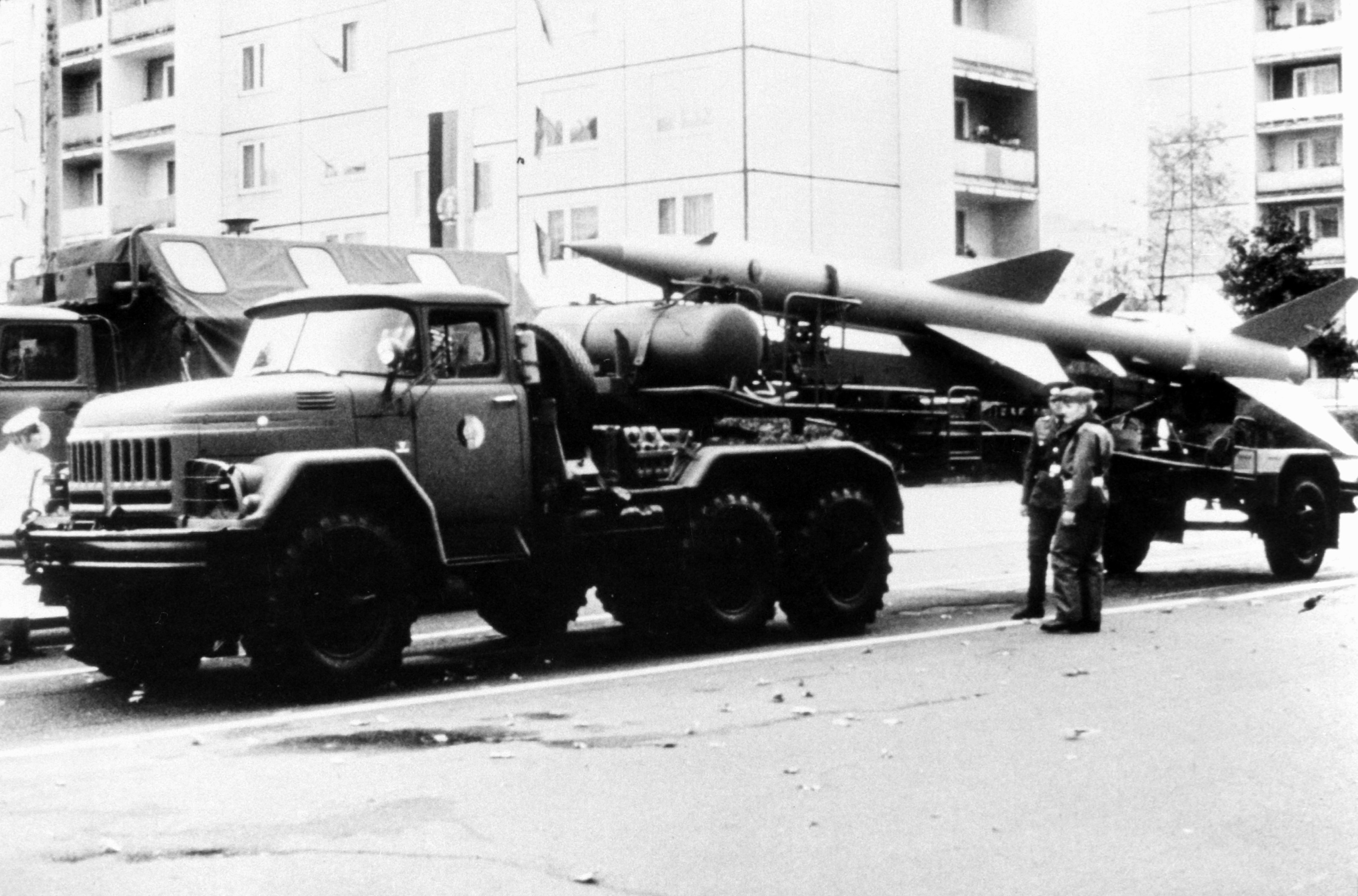
Un S-75 su piattaforma mobile

Lo S-75 Dvina è un missile SAM radioguidato ideato dai sovietici sul finire degli anni '50 e sviluppato nel corso degli anni in numerose varianti. Rimane tuttora una delle armi anti-aeree più diffuse al mondo. L'obiettivo era quello di realizzare un'arma in grado di colpire bersagli distanti e ad alta quota. Il vettore del missile è un razzo V-750 in grado di raggiungere Mach 3 e quote superiori a 20 km. La testata bellica consiste in circa 200 kg di esplosivo che ad alta quota hanno un raggio di distruzione di circa 250 m. La precisione è di circa 75 m, per questo vengono spesso lanciati in più di uno (14 nel caso di Powers).
Prima dell'abbattimento di Powers gli S-75 erano stati inviati alla Cina, dove abbatterono numerosi aerei da ricognizione di Taiwan. Tuttavia questi successi furono attribuiti a caccia cinesi per tenere il progetto segreto. L'U-2 di Powers fu abbattuto utilizzando una versione migliorata del razzo V-750 con una maggiore gittata. In seguito S-75 di stanza a Cuba abbatterono l'U-2 di Rudolf Anderson durante la crisi dei missili. Nel corso della guerra del Vietnam ne furono lanciati circa 9 000. Durante la guerra fredda ha rappresentato uno degli armamenti fondamentali del Patto di Varsavia.

## Copertura

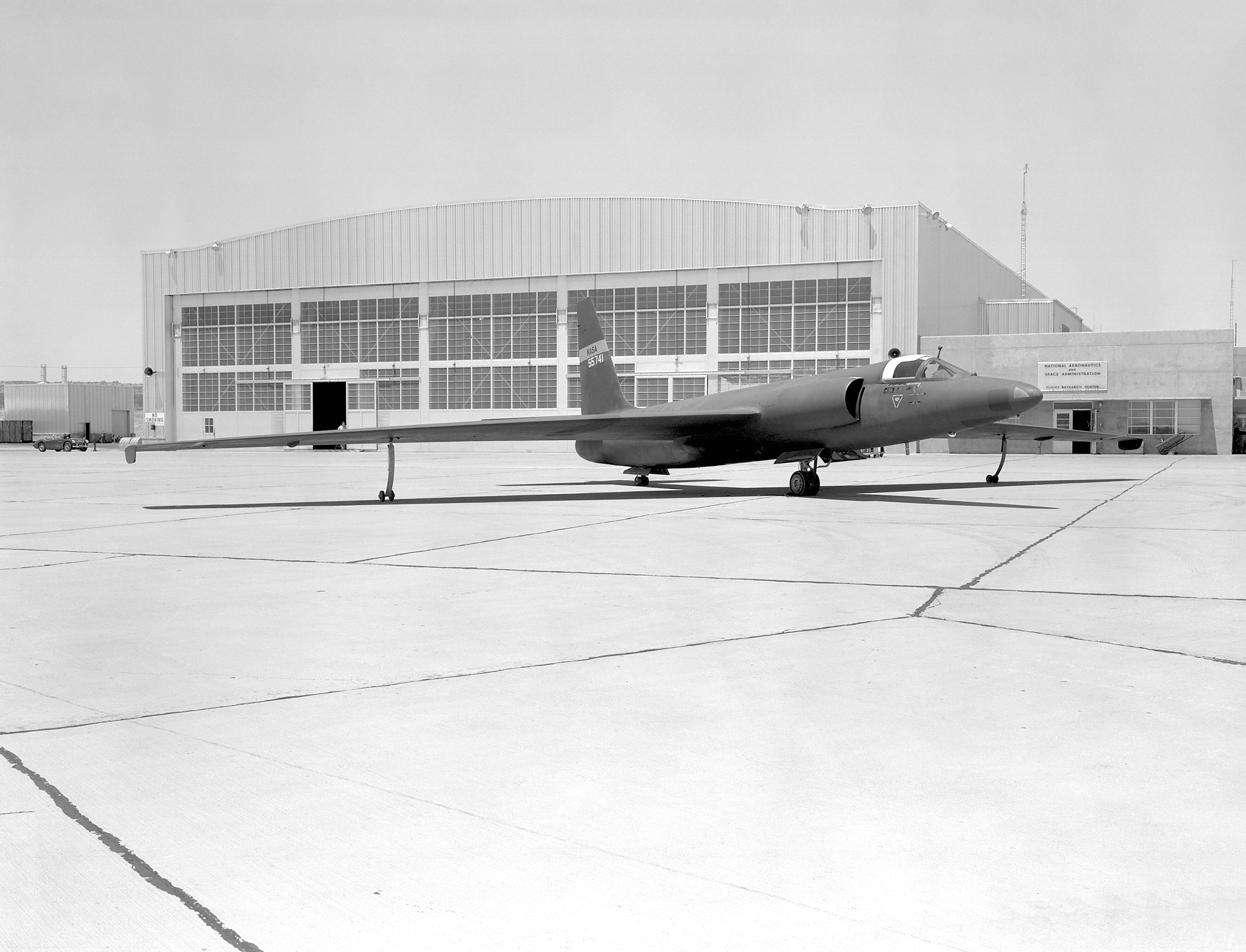
L'U-2 con i contrassegni della NASA utilizzato come copertura

Venuta a conoscenza dell'abbattimento, la CIA immaginò che nessuno, colpito da un missile a 20 km di quota, potesse sopravvivere. Quindi credette, a torto, che i sovietici avrebbero recuperato nient'altro che i rottami di un aereo impossibile da identificare. Per questo venne elaborata una storia di copertura che coinvolgeva la NASA. Secondo questa storia l'aereo di Powers sarebbe stato un velivolo per la raccolta di dati meteorologici e studio dell'atmosfera ad alta quota operante sul confine turco-sovietico, ma un guasto all'immissione dell'ossigeno avrebbe provocato lo svenimento del pilota. Il pilota automatico sarebbe stato poi la causa dello sconfinamento nello spazio aereo sovietico. Per dare credito alla copertura, un U-2 venne immediatamente spedito dall'Area 51 alla Edwards Air Force Base dove fu verniciato con i colori della NASA e esposto alla stampa.
Naturalmente i sovietici conoscevano la verità, anche perché avevano recuperato vivo il pilota e buona parte dell'aereo. Ma i giorni immediatamente successivi Chruščёv decise di limitarsi a lanciare delle accuse generiche evitando volutamente di entrare nei particolari. La tattica era infatti quella di attirare in una trappola il presidente Eisenhower.

## Epilogo
Il 5 maggio Chruščёv convocò il Soviet Supremo al Cremlino per un discorso in cui rincarò le accuse rivolte i giorni precedenti agli USA. Rivelò inoltre per la prima volta che erano ormai quattro anni che aerei spia violavano regolarmente i cieli sovietici prendendosi gioco di loro, ma che finalmente ne avevano abbattuto uno. Disse:
Chruščёv spiegò inoltre come fossero state inutili le proteste attraverso i canali diplomatici e l'ONU. E aggiunse:
Dopo queste parole la Casa Bianca non cambiò versione, anzi convocò una conferenza stampa in cui ribadì che Powers stava raccogliendo dati meteorologici per conto della NASA. Il 7 maggio Chruščёv riunì ancora una volta il Soviet per un discorso che avrebbe chiuso in trappola Eisenhower:
A questo punto la Casa Bianca era spiazzata. Se Eisenhower avesse scaricato la responsabilità sulla CIA sarebbe apparso pericolosamente disinformato riguardo alle delicate attività del proprio apparato militare, se invece avesse ammesso la verità sarebbe passato per un bugiardo dopo le menzogne divulgate nei giorni precedenti alla nazione.

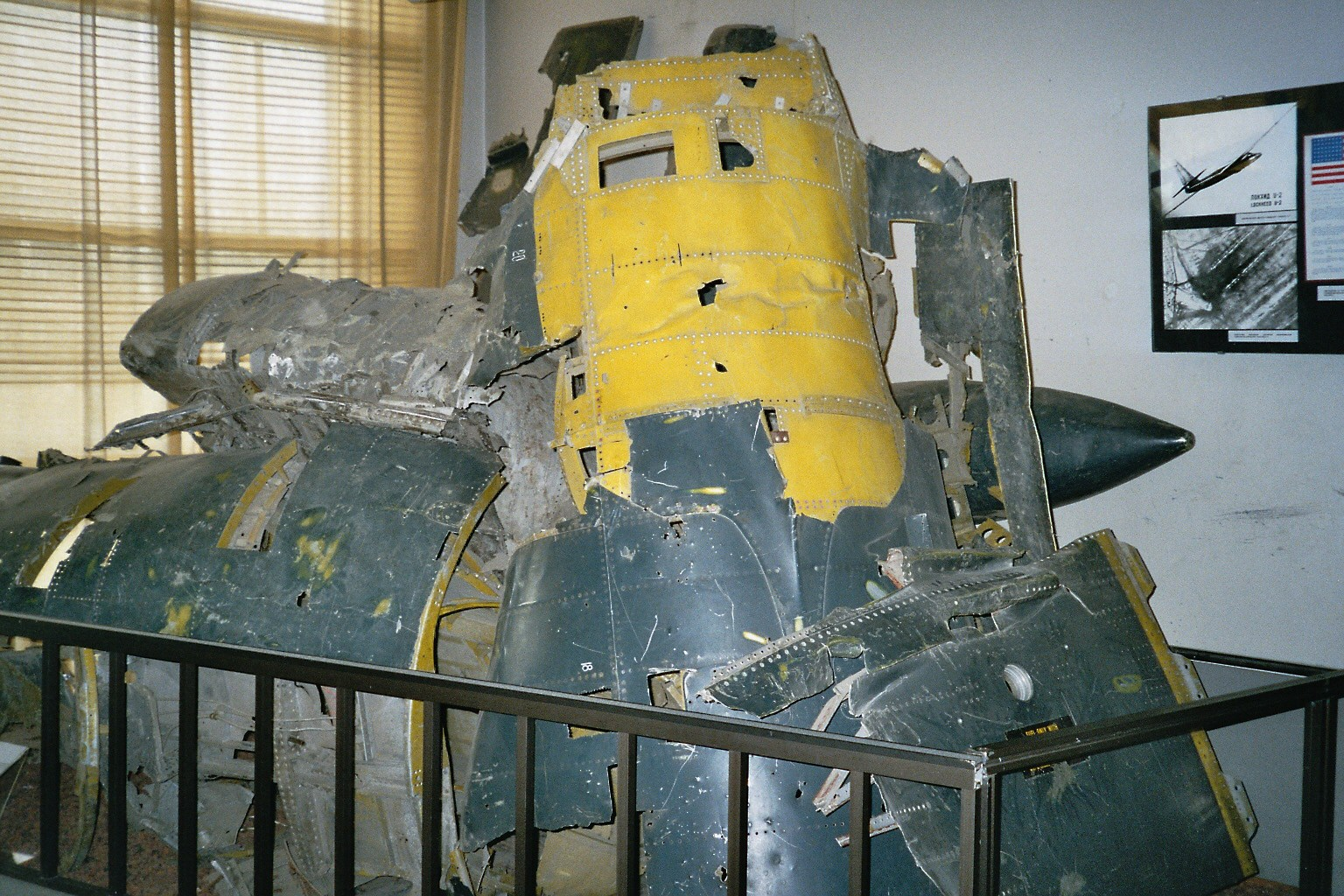
I rottami dell'U-2 abbattuto esposti al Museo Centrale delle Forze Armate di Mosca

Subito dopo questa rivelazione, il Segretario di Stato Herter dichiarò che queste operazioni di spionaggio erano condotte in accordo con il National Security Act del 1947 che giustificava tali azioni. Anche il Presidente, pur non scusandosi, ammise che queste operazioni facevano parte di una politica ben calcolata da parte degli Stati Uniti, questa fu così la prima volta che un paese ammetteva apertamente di star spiando una nazione nemica. Alle dichiarazioni del Segretario di Stato e del Presidente si aggiunsero quelle del Vicepresidente Richard Nixon, secondo il quale le attività di costante spionaggio erano necessarie e giustificò anche la bugia secondo la quale Powers e l'U-2 stavano conducendo ricerche per conto della NASA.
Dall'aereo i sovietici riuscirono a recuperare la fotocamera da ricognizione e svilupparono persino le foto che fornirono la prova della vera missione di Powers, dato che aveva fotografato impianti di valore strategico così come tutti i voli precedenti erano stati individuati sempre su installazioni militari o industriali. La dotazione di emergenza di Powers, che comprendeva una pistola silenziata, un coltello di foggia finlandese, un battello di emergenza, una bussola, 7 500 rubli e altri preziosi con cui pagare la popolazione, venne anch'essa recuperata. Lo spillo avvelenato fu consegnato dallo stesso Powers ai propri carcerieri.
L'abbattimento dell'U-2 dimostrò anche come la CIA si fosse clamorosamente sbagliata riguardo al reale potenziale militare dell'Unione Sovietica. Aveva infatti sottostimato le capacità dei radar nemici all'inizio del programma, che secondo loro almeno nei primi tempi non sarebbero stati in grado di rilevare un U-2, e non aveva previsto l'impiego operativo dei missili S-75, che erano finalmente in grado di arrivare a quote pari o leggermente superiori ai 20 km.

## Summit di Parigi
Due settimane dopo l'abbattimento dell'U-2 era da tempo previsto un incontro a Parigi tra Dwight Eisenhower, Nikita Chruščёv, Harold Macmillan e Charles de Gaulle per favorire la distensione Est-Ovest. Tuttavia, a causa degli eventi recenti, l'incontro si rivelò fallimentare. Chruščёv infatti, irritato dall'atteggiamento degli Stati Uniti dopo l'incidente, si limitò a incontrare solo Macmillian e de Gaulle, lamentandosi dell'aggressiva politica di spionaggio messa in atto dagli statunitensi. Ogni tentativo di mediazione da parte del presidente francese e del primo ministro britannico si rivelò però inutile con Chruščёv, che non era disposto ad abbandonare il proprio atteggiamento intransigente dettando inoltre le condizioni necessarie per la sua partecipazione all'incontro:
- Condanna formale degli atti di provocazione finora compiuti
- Impegno a non ripeterli in futuro
- Severa punizione dei responsabili

Eisenhower si disse però disposto ad assecondarlo solo sul secondo punto, condizione non sufficiente per Chruščёv, che il giorno stesso abbandonò il summit spingendo per un rinvio, in quanto si disse più disposto a trattare con il successore di Eisenhower che sarebbe stato eletto di lì a pochi mesi. Aggiunse inoltre che la visita del presidente statunitense a Mosca, prevista per il 10 giugno, non era più gradita.
Il 23 maggio l'Unione Sovietica richiese una riunione d'urgenza del Consiglio di sicurezza delle Nazioni Unite, per ribadire la sua posizione e condannare nuovamente la politica di spionaggio degli Stati Uniti. Gli Stati Uniti da parte loro rigettarono ogni accusa e risposero documentando le attività di spionaggio sovietiche nel mondo per dimostrare che le accuse di Chruščёv erano puramente strumentali. Fu anche presentata una risoluzione per condannare gli Stati Uniti ma fu respinta.

## Il processo

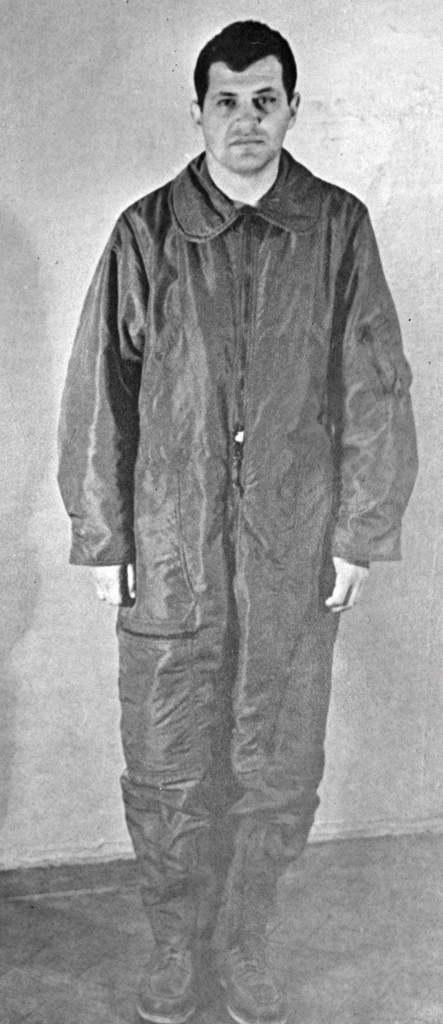
Francis G. Powers dopo la cattura

Subito dopo esser stato trasferito alla Lubjanka, Powers fu sottoposto a diversi interrogatori e a un processo. Nelle sue memorie Powers affermò di aver deciso, prima di essere interrogato, di rivelare la verità ma con limiti precisi. Ad esempio gli fu chiesto dove si fosse addestrato sull'U-2 e lui rispose di averlo fatto in una base chiamata Watertown (uno dei tanti nomi dell'Area 51). Quando gli mostrarono una cartina per sapere esattamente dove fosse lui la indicò anche se la cartina che gli avevano mostrato era solo dell'Arizona che, a detta di Powers, era dove credevano si trovasse l'Area 51. Tuttavia le carte del processo smentiscono le affermazioni di Powers, infatti, secondo quanto scrisse il procuratore generale dell'Unione Sovietica Roman Rudenko, i sovietici sapevano esattamente dove si trovasse e quale fosse il suo scopo. Nell'atto d'accusa si può leggere:
Grazie a tutti gli elementi raccolti sulla natura del volo di Powers e dei precedenti, il processo non si concentrò solo sullo sfortunato pilota, ma si trattava di un atto di accusa agli Stati Uniti, e alla loro politica di spionaggio che violava la sovranità di un altro Stato:
Protestando vibratamente contro tali azioni, il governo dell'URSS ha ripetutamente sottolineato come queste violazioni rappresentassero una dura violazione dei più basilari ed elementari diritti internazionali.[...]
I continui casi di violazione del territorio sovietico da parte di aerei americani è una scandalosa violazione degli universalmente riconosciuti principi del diritto internazionale che stabiliscono la piena e completa sovranità di ogni stato sullo spazio aereo sovrastante.
Il principio [...] è stato confermato dalla conferenza internazionale di Ginevra sulla navigazione aerea dell'ottobre 1919 [...] e ratificata nella convention internazionale dell'aviazione civile di Chicago.[...]
Il primo articolo della legge aerea del 1935 dell'Unione Sovietica stabilisce inoltre che «...l'Unione Sovietica ha la sola ed esclusiva sovranità del suo spazio aereo.» Questo principio di sovranità è sacro e inviolabile nelle relazioni internazionali. Di fronte a tali condizioni, i summenzionati tentativi da parte del Presidente Eisenhower, del vice presidente Nixon e del segretario di stato Herter, che hanno tentato di giustificare la violazione della sovranità dell'URSS da parte dell'Air Force e le ripetute violazioni [due parole illeggibili] degli Stati Uniti, non possono essere prese altrimenti che come un'aperta dichiarazione della riluttanza del governo degli Stati Uniti di considerare le norme di base e universalmente accettate delle leggi internazionali, senza le quali i normali rapporti tra nazioni sarebbero impossibili.»
Come prove furono portate le apparecchiature dell'U-2, recuperate sostanzialmente intatte, e le dichiarazioni di colpevolezza dello stesso Powers:
Sono un pilota di una speciale sub-unità dell'aviazione incaricata nel raccogliere informazioni su stazioni radio e radar sul territorio dell'Unione Sovietica e anche, presumo, la collocazione di missili.»
Le difese di Powers furono prese da un avvocato designato d'ufficio, Michail Griniev, mentre i due avvocati giunti apposta dalla Virginia, avrebbero potuto avere solo la funzione di consiglieri. L'accusa era quella di spionaggio militare, in base all'articolo "sulla responsabilità penale per crimini contro lo Stato", che prevedeva la pena capitale oppure dai sette ai quindici anni di reclusione. Alla fine Powers fu riconosciuto colpevole di spionaggio e condannato a tre anni da scontare in prigione, a decorrere dalla data del fermo, e sette di lavori forzati. Gli Stati Uniti furono invece dichiarati nemici della pace.
Tuttavia il 10 febbraio 1962, fu scambiato, insieme con lo studente americano Frederic Pryor, con una spia del KGB Vilyam Fisher (Rudoľf Abeľ). Lo scambio avvenne al ponte di Glienicke. Il processo rivelò inoltre che i sovietici avevano un quadro molto chiaro del funzionamento dell'industria bellica statunitense e del suo sistema di contractor, molto più di quanto credesse la CIA.

## Conseguenze
La conseguenza più immediata dell'incidente fu quella di un netto raffreddamento dei rapporti USA-URSS, che sarebbe sfociato nella crisi dei missili di Cuba del 1962, e dell'immediata sospensione dei voli di U-2 sui cieli dell'Unione Sovietica. Tuttavia non si trattava di uno stop definitivo, infatti la CIA stava già lavorando al suo sostituto: l'A-12 Oxcart che avrebbe dovuto risolvere il problema della vulnerabilità dell'U-2. Si trattava infatti di un aereo spia capace di superare Mach 3 e i 23 000 m di quota e di essere invisibile ai radar. Tuttavia i costi esorbitanti e il diffondersi dello spionaggio via satellite fecero perdere interesse nel programma che venne interrotto nel 1968, anche se l'equivalente dell'USAF, lo SR-71 Blackbird, ha continuato a essere operativo fino ai primi anni '90.
Al suo ritorno in patria, Francis G. Powers fu interrogato da una commissione d'inchiesta con lo scopo di stabilire la bontà della sua condotta. Era infatti necessario stabilire se il suo resoconto dell'incidente e della prigionia fossero attendibili e se si fosse comportato in maniera conforme al regolamento. Infatti, mentre i fatti avvenuti prima dell'abbattimento e dopo l'annuncio della sua cattura erano chiari, tutto quello che era successo nel mentre si basava esclusivamente sui racconti di Powers che bisognava stabilire se fossero credibili e se non vi fossero punti oscuri. Per questo furono riuniti colleghi dello stesso Powers, dottori e psicologi che lo giudicarono attendibile e degno di fede e la sua condotta fu scagionata da ogni possibile accusa. Anche per il mancato azionamento del meccanismo di autodistruzione del velivolo non fu condannato.

## Film sulla vicenda
Un primo accenno alla vicenda viene fatto nel film Don Camillo monsignore... ma non troppo (1961).
La storia venne raccontata la prima volta nel 1976 nel film TV Francis Gary Powers: The True Story of the U-2 Spy Incident (andato in onda in Italia nel 1978 con il titolo La spia che cadde dal cielo). Nel film Francis Gary Powers era interpretato da Lee Majors.
La parte della vicenda connessa allo scambio di Francis G. Powers con Rudoľf Abeľ è stata narrata nel film Il ponte delle spie (Bridge of Spies) di Steven Spielberg (2015), seppur con qualche adattamento. Powers non era infatti al suo primo volo, come raccontato nel film, ma era un pilota esperto con già diversi voli alle spalle su un U-2. Inoltre l'addestramento dei piloti non avveniva nella base di Peshawar come mostrato, ma nella già citata Area 51.